# Bienvenido a casa
Bienvenido a casa és una pel·lícula espanyola de 2006 dirigida per David Trueba.

## Sinopsi
Samuel és un fotògraf que s'estableix amb la seva xicota Eva a Madrid on comença a treballar en una revista. Al poc temps Eva anuncia que està embarassada i Samuel es veu obligat a prendre responsabilitats.

## Sobre el projecte
David Trueba va concebre Bienvenido a casa com una resposta a Soldados de Salamina, ja que volia esborrar-se l'etiqueta d'autor dramàtic, apostant per la comèdia i relatant alguna cosa que li era molt pròxim: el record de la seva primera paternitat. Per a això va crear un alter ego fotògraf (Samuel) en el qual es va identificar i a través de la professió d'aquest aconsegueix resumir la conclusió del film, tal com apunta Carlos Fernández Heredero: al principi del film Samuel fotografia un tros de coll d'Eva per a al final del metratge incloure's l'en l'enquadrament al costat d'ella i els seus fills. Entre totes dues fotografies han passat diverses coses: ha conegut una fauna humana composta de diversos individus i ha comès una infidelitat. Unes paraules per a cadascun. Félix (Juan Echanove) és un crític de cinema que es va quedar cec en un accident automobilístic en el qual va perir la seva núvia, resignant-se així una vida caracteritzada per la solitud i per l'enveja a qui no la gaudeix (al final del metratge, Félix troba la seva pròpia oportunitat). Mariano (Javivi) és un crític de música de vocació frustrada que ha fundat una família que acaba per ofegar-li l'existència, encara que ell el suporti amb humor. Contra (Julián Villagrán) és un periodista d'economia oposat a la globalització, però que a l'hora de la veritat és tan pragmàtic i mundà com tothom (arriba a masturbar-se amb una fotografia d'Eva). Al costat d'ells Samuel comprèn que tenir un fill no significa el final de la llibertat, sinó una experiència càlida, no exempta d'alguns disgustos.

## Repartiment
- Alejo Sauras...	Samuel
- Pilar López de Ayala	...	Eva
- Ariadna Gil...	Sandra
- Juan Echanove...	Félix
- Jorge Sanz...	Lucas
- Javivi...	Mariano
- Julián Villagrán...	Contra
- Concha Velasco...	Madre Samuel
- Juana Acosta...	Nieves
- Vicente Haro	 ...	Don Vicente
- Carlos Larrañaga...	Andrés

## Premis i nominacions
- Bisnaga de Plata al Millor director al Festival de Màlaga (2006)[5]
- Nominacions als Goya a la millor cançó original (Andrés Calamaro, Javier Limón i David Trueba)[6]